# Marathon van Osaka 2017
De marathon van Osaka 2017 werd gelopen op zondag 29 januari 2017. Het was de 36e editie van deze marathon.
Alleen vrouwelijke elitelopers mochten aan de wedstrijd deelnemen. De Japanse Risa Shigetomo was het sterkst; zij finishte in 2:24.22.

## Uitslagen
| rang   | naam                 | land | tijd    |
| ------ | -------------------- | ---- | ------- |
| Goud   | Risa Shigetomo       | JPN  | 2:24.22 |
| Zilver | Misato Horie         | JPN  | 2:25.44 |
| Brons  | Hanae Tanaka         | JPN  | 2:26.19 |
| 4      | Serena Burla         | USA  | 2:26.53 |
| 5      | Shitaye Eshete       | BRN  | 2:28.36 |
| 6      | Risa Takenaka        | JPN  | 2:28.44 |
| 7      | Iwona Lewandowska    | POL  | 2:29.37 |
| 8      | Muluhabt Tsega       | ETH  | 2:30.38 |
| 9      | Asami Furuse         | JPN  | 2:30.44 |
| 10     | Misaki Kato          | JPN  | 2:31.28 |
| 11     | Mai Ito              | JPN  | 2:32.15 |
| 12     | Honami Maeda         | JPN  | 2:32.19 |
| 13     | Haruna Takada        | JPN  | 2:32.51 |
| 14     | Cassandra Fien       | AUS  | 2:33.01 |
| 15     | Rie Uchida           | JPN  | 2:33.46 |
| 16     | Hiroko Miyauchi      | JPN  | 2:33.55 |
| 17     | Munkhzaya Bayartsogt | MGL  | 2:33.58 |
| 18     | Aya Higashimoto      | JPN  | 2:34.11 |
| 19     | Sakie Arai           | JPN  | 2:34.40 |
| 20     | Kanae Shimoyama      | JPN  | 2:35.10 |
| 21     | Mari Ozaki           | JPN  | 2:35.52 |
| 22     | Saki Tokoro          | JPN  | 2:36.32 |
| 23     | Lingling Jin         | CHN  | 2:36.48 |
| 24     | Haruna Maekawa       | JPN  | 2:38.29 |
| 25     | Hiroko Yoshitomi     | JPN  | 2:38.32 |

1982 ·
1983 ·
1984 ·
1985 ·
1986 ·
1987 ·
1988 ·
1989 ·
1990 ·
1991 ·
1992 ·
1993 ·
1994 ·
1995 ·
1996 ·
1997 ·
1998 ·
1999 ·
2000 ·
2001 ·
2002 ·
2003 ·
2004 ·
2005 ·
2006 ·
2007 ·
2008 ·
2009 ·
2010 ·
2011 · 
2012 ·
2013 ·
2014 ·
2015 ·
2016 ·
2017